# Pastor Gildenemyr
Gildenemir de Lima Sousa, conhecido como Pastor Gildenemyr (Monção, 8 de novembro de 1971) é um pastor e político brasileiro filiado ao Partido Liberal (PL). Nas eleições de 2018 foi eleito deputado federal pelo Maranhão, com 47.758 (1,46% dos votos válidos), pelo Partido da Mobilização Nacional - PMN, na coligação "Juntos pelo Maranhão" (PMN/PHS). Para disputar as eleições em 2018, recebeu 95% do “sim” dos participantes da Convenção do Conselho Política da Assembleia de Deus no Maranhão (CEADEMA) realizada no mesmo ano, e foi escolhido como o candidato
Com 21 anos de trajetória na Assembleia de Deus, Pastor Gil, como é conhecido, foi secretário-geral da CEADEMA – Convenção Estadual da Assembleia de Deus no Maranhão. O cargo ocupado pelo religioso é o segundo mais importante ficando atrás apenas do presidente, Pastor Pedro Aldir Damasceno.
Em 7 de fevereiro de 2025, o blog do portal G1 revelou que as conversas obtidas pela Polícia Federal do Brasil mostram como funcionava o suposto esquema de venda de emendas parlamentares indicadas pelos deputados do Partido Liberal, Josimar Maranhãozinho, Pastor Gildenemyr e Bosco Costa ao município de São José de Ribamar, Maranhão. Em 28 de fevereiro, a Primeira Turma do Supremo Tribunal Federal (STF) começou a julgar os deputados do PL, Josimar Maranhãozinho, Pastor Gildenemyr e Bosco Costa, denunciados por supostos desvios de dinheiro de emendas parlamentares. Em 11 de março, o Supremo Tribunal Federal (STF) decidiu por unanimidade tornar réus os deputados federais Josimar Maranhãozinho e Pastor Gil e o suplente Bosco Costa, ambos do Partido Liberal (PL) pelos crimes de corrupção passiva e organização criminosa.